# Roßbach (Niederbayern)

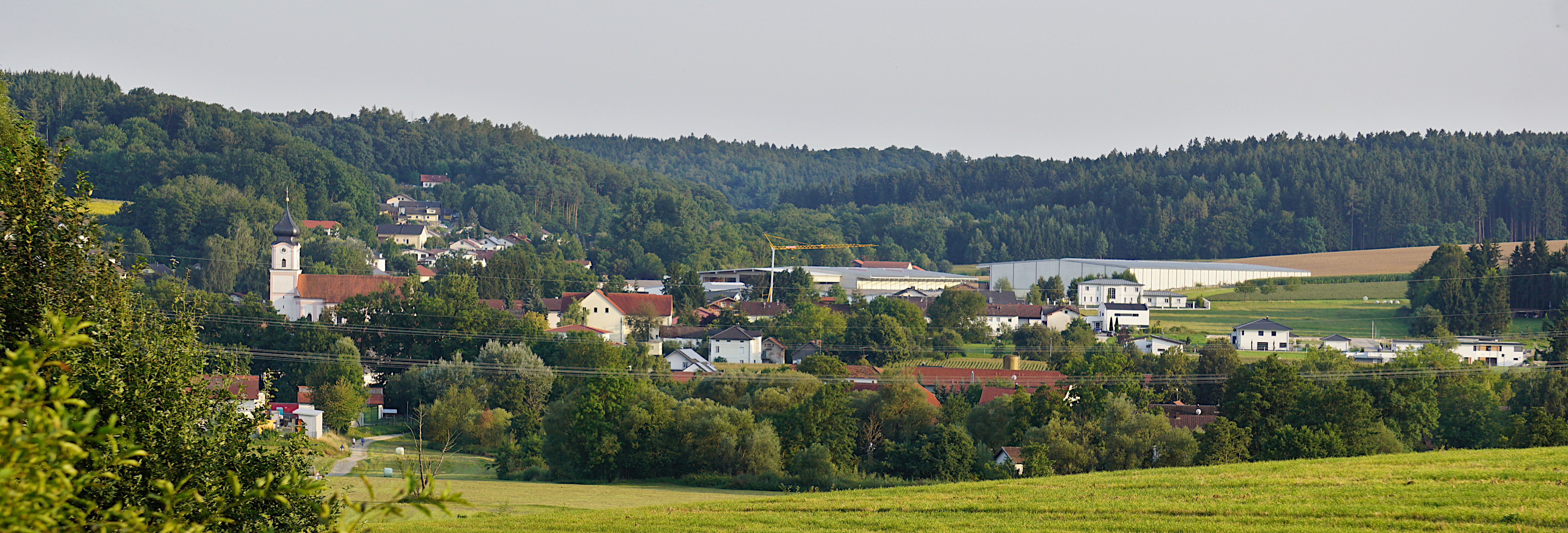
Blick auf Roßbach

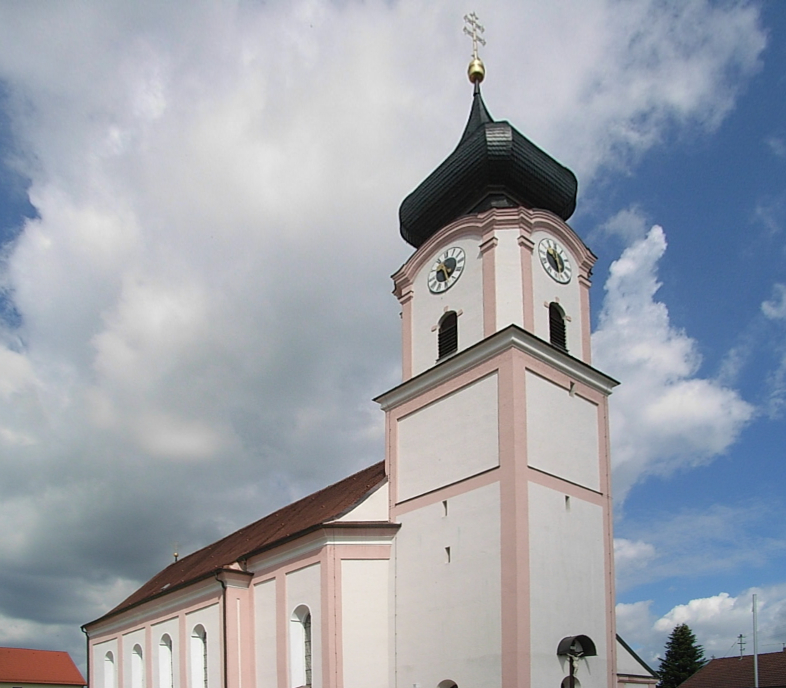
Die Pfarrkirche Maria Verkündigung

Roßbach ist eine Gemeinde im niederbayerischen Landkreis Rottal-Inn. Das gleichnamige Pfarrdorf ist Sitz der Gemeindeverwaltung.

## Geografie

### Geografische Lage
Roßbach liegt im nördlichen Teil des Landkreises Rottal-Inn nahe der Mündung der Kollbach in den Vilskanal neben der Vils. Roßbach befindet sich etwa 21 km westlich von Vilshofen, 15 km südlich von Osterhofen, 25 km südöstlich von Landau sowie 24 km nördlich der Kreisstadt Pfarrkirchen.

### Gemeindegliederung
Es gibt 66 Gemeindeteile:
- Albanöd
- Asbach
- Berg
- Bruckhäuser
- Dambach
- Dellendorf
- Ed
- Ehrnstorf
- Esterndorf
- Fögelsberg
- Gmain
- Grub
- Gschaid
- Haida
- Haselbach
- Heidersberg
- Höglsberg
- Hölldobl
- Holz
- Hub
- Kauschöd
- Keföd
- Kennersberg
- Klessing
- Kölblöd
- Kronwittberg
- Kuffing
- Kumpfmühl
- Leberfing
- Luderbach
- Mainberg
- Mais
- Minihof
- Moserholz
- Münchsdorf
- Oberbubach
- Obergrafendorf
- Oberlaimbach
- Oberpfaffing
- Oberradlsbach
- Öd (oberes)
- Öd (unteres)
- Osterndorf
- Poppenwimm
- Pötzing
- Reisawimm
- Rembach
- Roisenberg
- Roßbach
- Rudlfing
- Schillöd
- Schlüpfing
- Schlüßlöd
- Schmiedorf
- Siegelsdorf
- Steinerskirchen
- Strommeröd
- Tabeckendorf
- Thanndorf
- Untergrafendorf
- Unterlaimbach
- Unterpfaffing
- Unterradlsbach
- Viehgassen
- Viehhausen
- Vogelbichl

Es gibt die Gemarkungen Münchsdorf, Roßbach, Schmiedorf, Thanndorf und Untergrafendorf.

## Geschichte

### Bis zur Gemeindegründung
Roßbach gehörte zum Rentamt Landshut und zum Landgericht Pfarrkirchen des Kurfürstentums Bayern. Die Grafen von Toerring scheinen hier niedere Gerichtsrechte über einschichtige Untertanen (offene Hofmark) besessen zu haben. Im Zuge der Verwaltungsreformen in Bayern entstand mit dem Gemeindeedikt von 1818 die heutige Gemeinde.

### Eingemeindungen
Im Zuge der Gebietsreform in Bayern wurden am 1. Januar 1972 die Gemeinden Schmiedorf und Untergrafendorf eingegliedert. Münchsdorf kam am 1. Mai 1978 hinzu.

### Einwohnerentwicklung
Zwischen 1988 und 2018 wuchs die Gemeinde von 2770 auf 2944 um 174 Einwohner bzw. um 6,3 %.
| Jahr      | 1961 | 1970 | 1987 | 1991 | 1995 | 2000 | 2005 | 2010 | 2015 | 2020 |
| --------- | ---- | ---- | ---- | ---- | ---- | ---- | ---- | ---- | ---- | ---- |
| Einwohner | 2593 | 2617 | 2730 | 2877 | 2913 | 2918 | 2927 | 2850 | 2973 | 2952 |

## Politik

### Gemeinderat
Die Gemeinderatswahl 2020 erbrachte folgende Stimmenanteile und Sitzverteilung:
| Partei / Liste                                      | %    | Sitze |
| --------------------------------------------------- | ---- | ----- |
| CSU                                                 | 36,4 | 5     |
| Wählergemeinschaft Münchsdorf (WGM)                 | 23,8 | 3     |
| Parteifreie Wählergemeinschaft Thanndorf (PWGT)     | 22,3 | 3     |
| Wählergemeinschaft Untergrafendorf-Laimbach (WGUL)  | 11,3 | 2     |
| Wählergemeinschaft Obergrafendorf-Dellendorf (WGOD) | 6,3  | 1     |

### Bürgermeister
Erster Bürgermeister ist Ludwig Eder (CSU).

## Wappen
| Wappen Gde. Roßbach | Blasonierung: „In Silber unter schwarzem Schrägbalken, der mit drei goldenen Kugeln belegt ist, auf rotem Dreiberg eine gesenkte, gestürzte, eingeschweifte, rote Spitze.“ |
| Wappen Gde. Roßbach | |

## Wirtschaft und Infrastruktur

### Wirtschaft einschließlich Land- und Forstwirtschaft
Es gab im Jahr 2020 nach der amtlichen Statistik im Bereich der Land- und Forstwirtschaft keine, im produzierenden Gewerbe 345 und im Bereich Handel und Verkehr 36 sozialversicherungspflichtig Beschäftigte am Arbeitsort. In sonstigen Wirtschaftsbereichen waren am Arbeitsort 62 Personen sozialversicherungspflichtig beschäftigt. Sozialversicherungspflichtig Beschäftigte am Wohnort gab es insgesamt 1209. Im verarbeitenden Gewerbe gab es drei Betriebe, im Bauhauptgewerbe neun Betriebe. Zudem bestanden im Jahr 2016 94 landwirtschaftliche Betriebe mit einer landwirtschaftlich genutzten Fläche von 2869 ha, davon waren 2367 ha Ackerfläche und 502 ha Dauergrünfläche.

### Bildung
Es gibt folgende Einrichtungen (Stand: 2021):
- einen Kindergarten mit 95 Plätzen und 92 Kindern
- eine Volksschule mit fünf Lehrern und 116 Schülern